# بررسی فلسطین
بررسی فلسطین (به انگلیسی: Survey of Palestine)، یک ادارهٔ دولتی متعلق به قیمومت بریتانیا بر فلسطین بود که وظیفهٔ نقشه‌برداری از سرزمین‌های فلسطینی و سرزمین اسرائیل را برعهده داشت.
این اداره، سند جامعی را بین سال‌های ۱۹۴۵ و ۱۹۴۶ میلادی، تهیه کرد که به سند «بررسی فلسطین» مشهور شد. این سند اطلاعات دقیقی در مورد جغرافیا، جمعیت‌شناسی، اقتصاد و زیرساخت‌های سرزمین فلسطین در سال‌های پایانی قیمومیت بریتانیا ارائه می‌داد و از منابع مرجع برای درک شرایط اجتماعی، اقتصادی و سیاسی فلسطین در قیمومت بریتانیا بر فلسطین محسوب می‌شود.

## نمونه‌ها
| ۱:۱۰٬۰۰۰                                | ۱:۱۰٬۰۰۰ | ۱:۱۰٬۰۰۰ | ۱:۵٬۰۰۰ | ۱:۵٬۰۰۰ | ۱:۵٬۰۰۰ |   | ۱:۲٬۵۰۰ | ۱:۲٬۵۰۰ |  |
| A                                       | B        |          |         | A       | B       |   |         |         |  |
| --------------------------------------- | -------- | -------- | ------- | ------- | ------- | - | ------- | ------- |  |
|                                         |          | ۱        |         |         |         | ۱ |         |         |  |
|                                         |          | ۲        |         |         |         | ۲ |         |         |  |
|                                         |          | ۳        |         |         |         |   |         |         |  |
| هر صفحه یک تصویر قابل کلیک جداگانه است. |          |          |         |         |         |   |         |         |  |